# 페이티엔 우주복

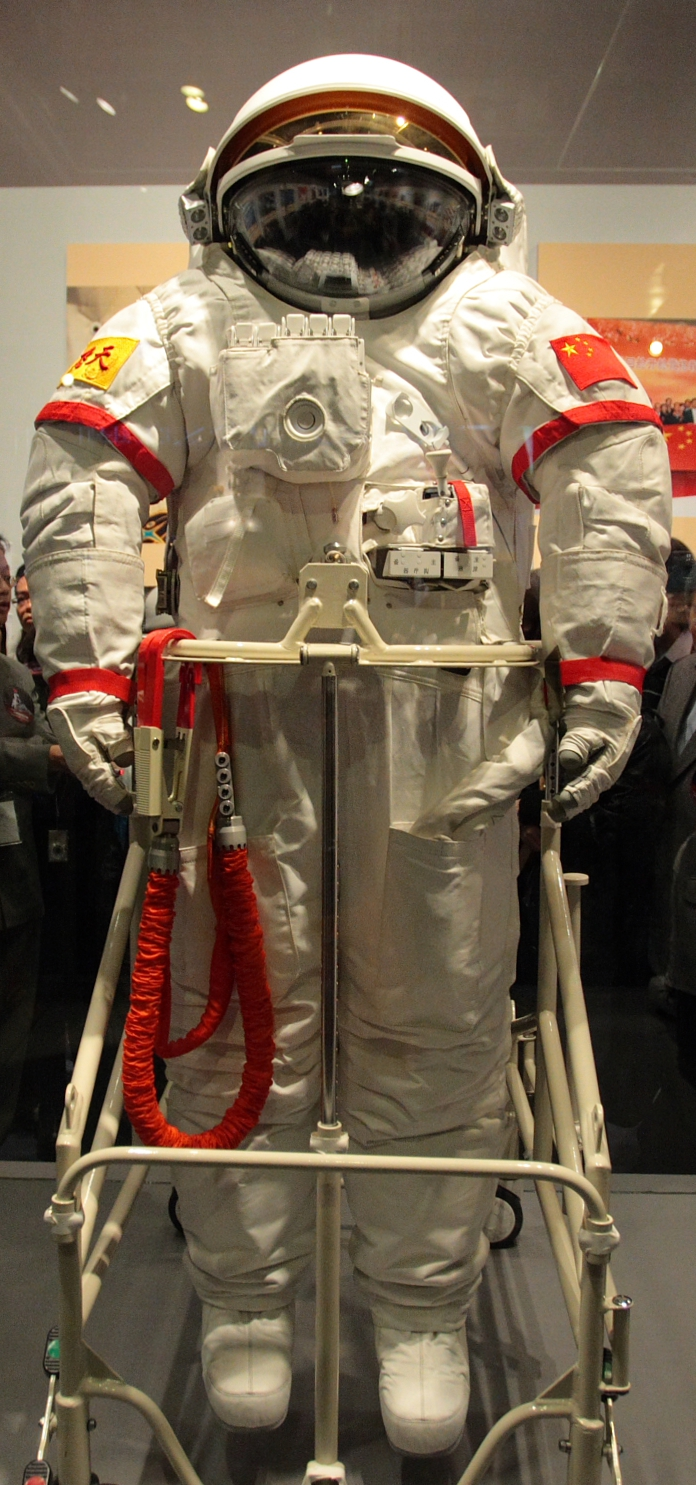
비천우주복

비천우주복(飛天宇宙服)은 중국의 선저우 7호를 위해 개발된 우주복이다.

## 역사
선저우 7호의 자이지강은 이 우주복을 입고 2008년 9월 27일 중국 최초의 우주유영을 하였다. 러시아의 올란-M 우주복을 바탕으로 개발했다. 단가는 440만 달러(53억원)이며, 120 kg (260 lb) 무게가 나간다.
올란 우주복은 7가지 모델이 있으며, 2020년 기준으로는 7번째 모델인 올란-MKS 우주복을 국제우주정거장에서 사용중이다. 올란-M 우주복은 5번째 모델이며, 1997-2009년에 러시아에서 사용했다. 7시간 동안 우주선 외부에서 작업을 할 수 있다.
2020년 기준으로, 국제우주정거장에서는 러시아제 올란-MKS 우주복과 미제 EMU 우주복을 사용한다. en:Extravehicular Mobility Unit 참조. 보통 우주복을 벗고 나서는 잠수병 때문에 45분 동안 챔버에 앉아있어야 한다. 미국은 챔버에 앉을 필요가 없는 우주복을 개발중이다. en:Mark III (space suit) 참조.

## 같이 보기
- 선저우 7호
- 톈궁 우주정거장